# Bruno Mégret
Pour les articles homonymes, voir Mégret.
Bruno Mégret, né le 4 avril 1949 à Paris, est un haut fonctionnaire et homme politique français.
Après avoir été membre du Rassemblement pour la République (RPR), puis présidé son propre mouvement, les Comités d'action républicaine (CAR), il rejoint dans les années 1980 le Front national (FN), dont il devient l'un des principaux dirigeants. Après sa rupture avec Jean-Marie Le Pen en 1998, il fonde le Mouvement national républicain (MNR), parti d'extrême droite.

## Situation personnelle
Bruno Mégret est le fils du haut fonctionnaire Jacques Mégret et de Colette Constantinides. Il est l'aîné d'une famille de quatre enfants dont il est le seul garçon.
À Bruxelles, où son père est en poste aux Communautés européennes, Bruno Mégret est scolarisé à l'École européenne. De retour à Paris, il est pensionnaire à l'Institut catholique Bossuet et inscrit en seconde au lycée Louis-le-Grand avant d'y être admis en classe préparatoire.
Reçu à l'École polytechnique en 1969, il en sort dans la « botte » et intègre le corps des ponts et chaussées.
Diplômé de l'Institut des hautes études de Défense nationale, capitaine de réserve de l'arme blindée et cavalerie, il a été élève officier de réserve de l'École de cavalerie de Saumur (incluant un stage commando à Quélern, puis deux mois en garnison en Allemagne à Offenbourg). Il a ensuite passé huit mois à Laon comme sous-lieutenant au 6e régiment de cuirassiers.
En 1974, ses études en France terminées, il part, muni d'une bourse, pour les États-Unis où il passe une année à l'université de Californie à Berkeley. Il en revient avec un diplôme de Master of Science.
Chargé de mission au Commissariat général du Plan en 1975 et 1976, il est affecté à l'aménagement du territoire lors de la préparation du VIe plan.
Nommé à la direction départementale de l'équipement de l'Essonne en 1977, il est ensuite conseiller technique au cabinet du ministre de la Coopération de 1979 à 1981, puis directeur adjoint des infrastructures et des transports à la préfecture de la région Île-de-France jusqu'en 1986. Mis en disponibilité, il rejoint son corps d'origine deux ans plus tard, après sa défaite aux élections législatives. Jusqu'en juin 1989, où il est élu député européen, il est chargé de mission au conseil général de l'environnement et du développement durable (CGEDD).

## Parcours politique

### Rassemblement pour la République (1975-1982)
Dès 1975, il adhère au Club de l'horloge, un cercle de réflexion créé par de hauts fonctionnaires qui entendent élaborer une riposte intellectuelle au socialisme. Il adhère ensuite au Rassemblement pour la République (RPR) via les réseaux de Charles Pasqua et devient presque immédiatement membre du comité central du RPR. En 1981, lorsque François Mitterrand est élu, il se présente aux élections législatives au nom du RPR dans les Yvelines contre Michel Rocard qu'il met en ballottage.

### Comités d'action républicaine (1982-1988)
Après l'élection présidentielle de 1981, la droite crée des cercles et associations afin de comprendre son échec ; les Comités d'action républicaine (CAR) sont conçus par Yvan Blot et Pierre-Marie Guastavino, et créés officiellement par Bruno Mégret, « Jean Bousignac », Jean-Claude Bardet et Claude Waddington en janvier 1982. Le symbole choisi est la feuille de chêne. Mégret entame la rédaction de Lettres d'orientation, et plusieurs campagnes sont lancées par les comités, notamment celle « Pour l'école républicaine, non aux manuels scolaires marxistes » en septembre 1982.
Lors des élections municipales de 1983, les comités ont environ 250 élus, parmi lesquels le journaliste Dominique Jamet. Quelques conseillers municipaux parviennent à être élus maires, comme Pierre Bernard (Montfermeil), Jean-Paul Hugot (Saumur), Nelly Rodi (Aubergenville) ou Francisque Collomb (Lyon). Les CAR revendiquent 10 000 adhérents pour un total de 120 comités en France.
En 1984, Mégret cherche à constituer une liste pour les élections européennes. Il approche Jean-Maxime Lévêque, Francine Gomez, François Léotard, sans succès. Il se rapproche alors du Front national. Beaucoup d'adhérents sont opposés à ce ralliement. Des comités locaux se sabordent, et nombre d'adhérents rejoignent le RPR, le CNI ou l'UDF.
Bruno Mégret reste le président jusqu'en 1988. Jean-Jacques Mourreau lui succède, jusqu'à sa propre démission et la mise en sommeil du mouvement en 1990.

### Cadre du Front national (1987-1998)

#### Délégué général du Front national
En 1986, profitant du scrutin à la proportionnelle, Jean-Marie Le Pen, président du Front national, décide de créer le Rassemblement national afin d'ouvrir son parti à d'autres mouvements. Bruno Mégret et les Comités d'action républicaine s'allient à cette occasion au Front national. Il est alors élu député de l'Isère et deviendra député européen en 1989.
Poussé par Patrick Buisson et Jean-Yves Le Gallou,, il adhère au Front national en 1987, et Jean-Marie Le Pen le nomme directeur de sa campagne présidentielle pour l'année suivante. En 1988, Bruno Mégret se présente dans la 10e circonscription des Bouches-du-Rhône (Gardanne), où il obtient 26 % des suffrages au premier tour et 44 % au second. Son influence ne cesse de grandir au sein du FN où il révèle ses talents d'organisateur et de stratège, devenant ainsi un rival pour Jean-Pierre Stirbois, le secrétaire général. Ce dernier meurt dans un accident de voiture et sera remplacé par Carl Lang, puis par Bruno Gollnisch.
En octobre 1988, il est nommé délégué général du Front national par Jean-Marie Le Pen. Il est chargé de la formation, de la communication, des études, et des manifestations du Mouvement national. En juin 1989, il est élu au Parlement européen où il est membre de la Commission politique et de la Commission économie. Depuis octobre 1990, il est, de surcroît, le leader du Front national dans la région Provence-Alpes-Côte d'Azur. C'est lui qui conduit la liste aux élections régionales dans les Bouches-du-Rhône et, en mars 1992, il est élu conseiller régional de la région Provence-Alpes-Côte d'Azur.
Bruno Mégret s'impose comme numéro deux du Front national et forge son image. Ainsi, il fonde en 1989 la revue Identité qui va organiser et mettre en forme le corpus idéologique de l'extrême droite française. Il s'attaque aussi à la question de l'immigration et propose « Cinquante Mesures pour régler le problème de l'immigration » qui provoqueront beaucoup d'émoi dans les médias et au sein de la classe politique.
Les années 1990 voient un affrontement interne entre Jean-Marie Le Pen et Bruno Mégret « au sujet des concessions qu'implique l'adoption pleine et entière d'une stratégie d'adaptation au « système » et de conquête du pouvoir », que Pascal Perrineau fait débuter lors du 8e congrès du FN de mars 1990. À cette occasion, Bruno Mégret affiche l'objectif de « conquérir la responsabilité du pouvoir pour assurer la renaissance de la France » et propose, pour y arriver, « une alliance avec le RPR et l'UDF, à la condition que le FN soit en position dominante ».
Candidat aux élections législatives de mars 1993 dans la douzième circonscription des Bouches-du-Rhône (qui comprend Marignane), il frôle l'élection avec 49,5 % des voix au second tour, après avoir obtenu 27,5 % au premier tour. D'après l'historienne Valérie Igounet, « son échec tient, avant tout, à la stratégie de second tour mise en place par Jean-Marie Le Pen » qui décide de maintenir l'ensemble de ses candidats, contre l'avis de Bruno Mégret. Le président du FN impose notamment le maintien de Damien Bariller, directeur de cabinet de Bruno Mégret et candidat dans la dixième circonscription des Bouches-du-Rhône face à Bernard Tapie, répondant ainsi favorablement au souhait que ce dernier lui aurait formulé lors d'une rencontre après le premier tour.[pas clair]
C'est en décembre 1993 qu'il choisit Vitrolles comme point de chute. Pour les élections européennes de juin 1994, il est placé en deuxième position sur la liste conduite par Jean-Marie Le Pen et réélu au Parlement de Strasbourg.
En juin 1995, candidat à l'élection municipale de Vitrolles dans les Bouches-du-Rhône, il obtient 43 % des suffrages au premier tour, le score record du Front national dans les villes de plus de 30 000 habitants. Mais il échoue de justesse au second tour devant la liste conduite par Jean-Jacques Anglade.
C'est Catherine Rascovschi, son épouse depuis 1992, qui le remplace comme candidate à la mairie de Vitrolles car il est frappé d'inéligibilité pour un an pour non-respect des dispositions de financement de la campagne. Elle est élue le 9 février 1997 avec 46,70 % des voix au 1er tour et 52,48 % au second.
Le journaliste Jean-Pierre Thiollet est d'avis qu'en 1998, le couple que Catherine Mégret forme avec son mari peut être considéré, politiquement parlant, comme le « pendant exact » du couple Cendrine et Jean-Marie Le Chevallier. Les époux Mégret tentent notamment d'instaurer en 1998 une prime de naissance de 5.000 francs attribués aux enfants français nés de parents européens, une mesure qui sera jugée illégale par la justice. La Chambre régionale des comptes pointe par ailleurs des « moyens peu hétérodoxes pour équilibrer les comptes » de la municipalité, avec entre autres une trésorerie « largement assurée » par les usagers de l’eau avec une hausse brutale des tarifs, une gestion approximative des contrats, délégations, un sous-encadrement, etc.. Bruno Gollnisch, à l’époque n°2 du FN, affirme que « dans tous les domaines, les Mégret, c’est un bilan d’échec ».
En 1996, il publie L'Alternative nationale, ouvrage dans lequel il tente de démontrer qu'une véritable autre politique est possible en France où, selon lui, le sentiment national ne cesse de gagner du terrain. L'année suivante, il fait paraître la Troisième voie, un ouvrage dans lequel il définit les principes d'une autre politique économique et sociale combinant les impératifs de la liberté et de la régulation pour redynamiser l'économie tout en maîtrisant la mondialisation dans le cadre d'un patriotisme économique européen.
En novembre 1997, dans le cadre d'un colloque du conseil scientifique du FN consacré à l'information, il est l'un des premiers à utiliser le terme « réinformation », qu'il appelle de ses vœux afin de « gomme[r] les stigmates des années de désinformation subies »,.
Bruno Mégret déclare, le 17 février 1997, au cours d'une émission télévisée sur France 2, « qu'il y a des différences entre les races ». Il est pour cela condamné, le 25 novembre 1998, à verser 10 000 F de dommages-intérêts à l'Union des étudiants juifs de France (UEJF), qui s'était portée partie civile.
En 1998, il fait paraître un sixième ouvrage, La Nouvelle Europe. Hostile à la construction bruxelloise mais favorable à une Europe indépendante et puissante, il plaide pour une Europe des nations qui permettrait aux États qui la composent, et à la France en particulier, de revenir sur la scène de l'histoire.

#### Scission avec le Front national

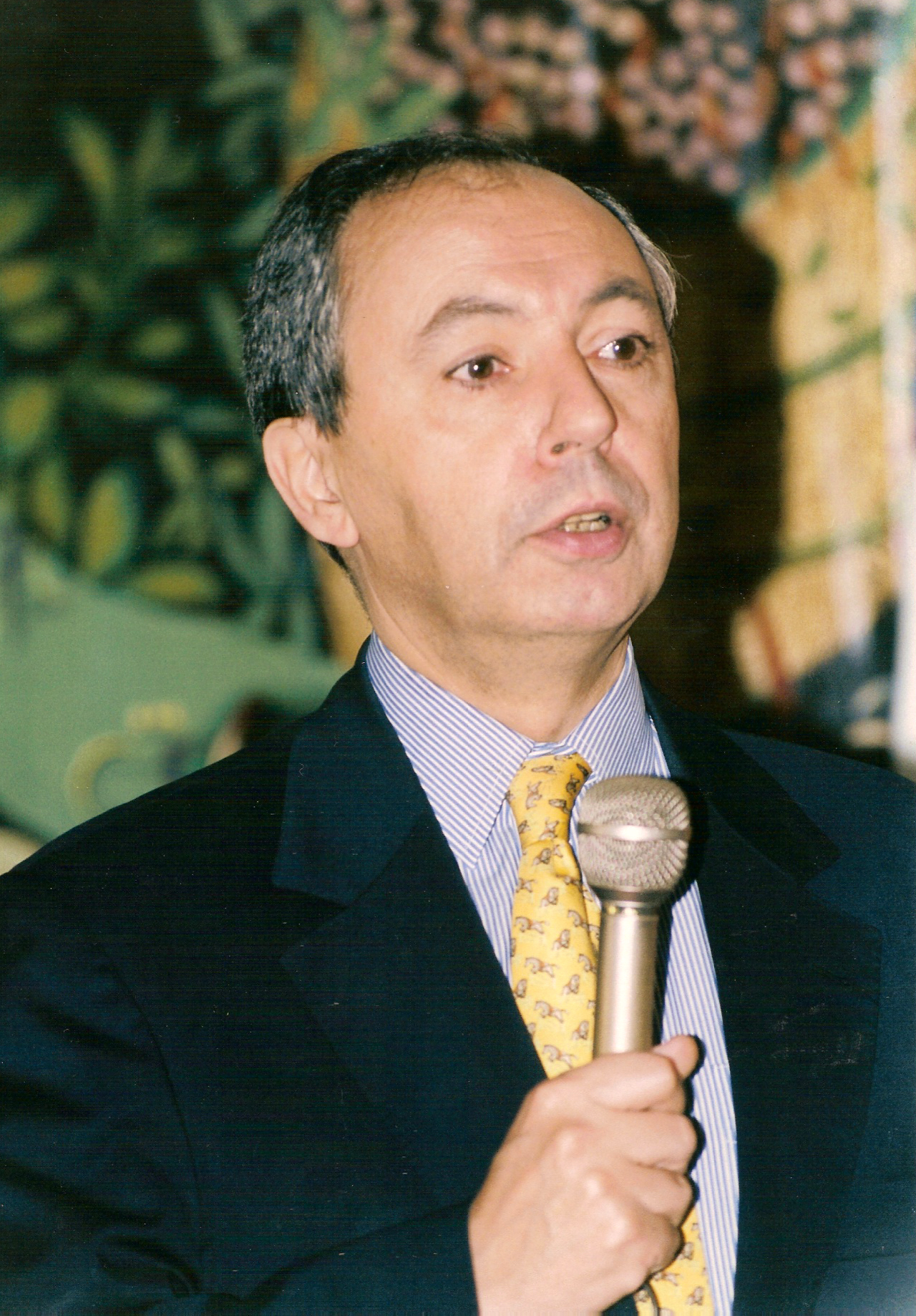
Bruno Mégret en 2004.

Bruno Mégret, devenu le numéro deux du Front national depuis 1988, ne veut plus cantonner son parti à un rôle de contestation mais au contraire le transformer en « parti de gouvernement ». Enclin à acquérir une respectabilité en contractant des alliances avec la droite parlementaire, sa stratégie implique une euphémisation du discours frontiste et diverge de plus en plus de celle de Jean-Marie Le Pen, ce dernier choisissant de surenchérir dans l'orthodoxie frontiste et multiplier les déclarations « politiquement incorrectes ».
Considéré désormais comme un rival embarrassant par la direction du Front national, Bruno Mégret va faire l'objet d'attaques de plus en plus vives. Le conflit se cristallise autour de la préparation des élections européennes de 1999. Condamné à deux ans d'inégilibilité pour avoir agressé la candidate socialiste Annette Peulvast-Bergeal, Jean-Marie Le Pen confie en juillet 1998 la direction de la liste du parti à sa femme Jany et non à son numéro deux pourtant au zénith de son influence. Bruno Mégret, humilié, dévoile alors ses ambitions et déclare publiquement, à l'occasion de l'université d'été de Toulon le 24 août 1998, que la candidature de Jany Le Pen « n'est pas une bonne idée ».
La crise atteint son paroxysme le 5 décembre 1998 lors du conseil national qui réunit les 300 responsables les plus importants du parti à la Maison de la Chimie pour préparer la campagne des européennes. Ce jour-là, les mégrétistes se saisissent de la suspension de deux d'entre eux, Nathalie Debaille et Hubert Fayard (suspension déguisée en licenciement économique) par le président frontiste, pour faire éclater la contestation au grand jour et conspuer Jean-Marie Le Pen. Mégret impliqué dans cette opération est révoqué de la délégation générale du parti le 9 décembre 1998, puis exclu le 23 décembre.
Ces événements font perdre au Front national une majorité de cadres et d'élus (60 % des cadres, soit 140 conseillers régionaux sur 275 et 62 secrétaires départementaux) qui décident de suivre Mégret, que Le Pen surnomme désormais Brutus. Scissionnistes par force ou par raison, ils créent, lors d'un congrès à Marignane, les 23 et 24 janvier 1999, le Front national-Mouvement national et portent Bruno Mégret à sa présidence. À la suite d'une action judiciaire de Jean-Marie Le Pen, au mois de mai, le parti est rebaptisé Mouvement national puis se transforme formellement en Mouvement national républicain (MNR) au mois de septembre à l'occasion du conseil national de La Baule.

### Mouvement national républicain (1999-2008)
Aux élections européennes qui ont lieu la même année, la liste conduite par Bruno Mégret sous l'étiquette Mouvement national obtient 3,28 % des voix et n'a donc aucun député puisque son score est inférieur à la barre des 5 % exigée pour avoir des élus. De son côté, la liste conduite par Jean-Marie Le Pen franchit cette barre avec 5,69 %, obtenant cinq sièges.
Bruno Mégret se présente aux élections municipales de 2001 à Marseille comme tête de liste MNR. Candidat dans le VIIe secteur (13e et 14e arrondissements), faisant face au maire sortant Jean-Claude Gaudin et au candidat d'union de la gauche René Olmeta, il est aussi en concurrence avec une liste FN, portée par Maurice Gros. Mégret devance ce dernier au premier tour, obtenant un peu plus de 10 % des voix. Il peut se maintenir au second tour, où il obtient 12 % et trois élus au conseil municipal et 16 sièges dans les conseils de secteur. Il siège durant toute la mandature 2001-2008.
Lors de la campagne présidentielle de 2002, il se présente comme « le seul candidat de droite », déclarant : « Vous voyez Chirac, il ne veut pas se reconnaître de droite. Bayrou et Boutin, c'est l'UDF, c'est la nébuleuse centriste. Madelin, c'est l'hyperlibéralisme ». Le 21 avril 2002, il recueille 2,34 % des suffrages exprimés (667 000 voix), terminant en douzième position sur seize candidats. En vue du second tour, il appelle à voter pour Jean-Marie Le Pen.

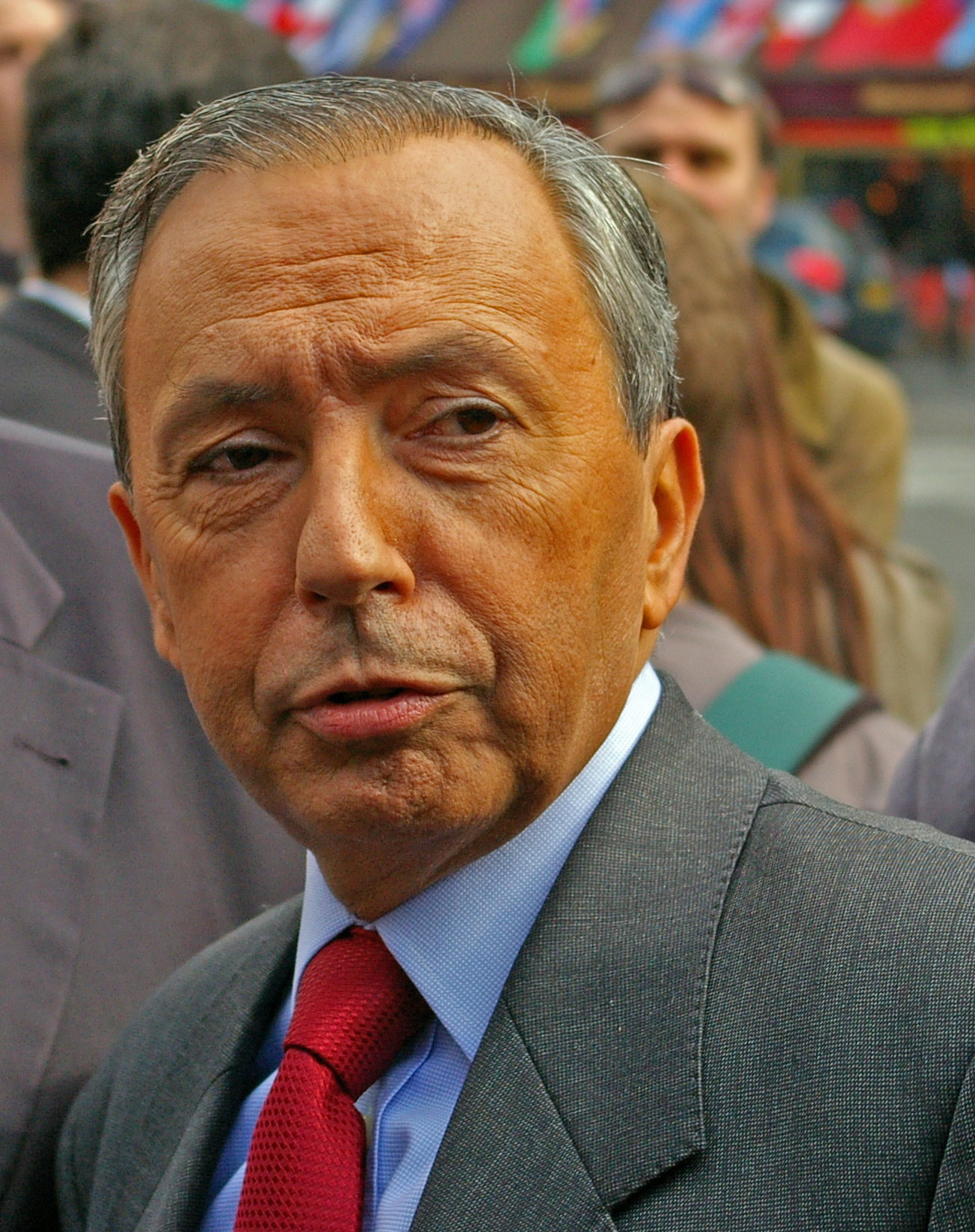
Bruno Mégret en 2007.

Il voit ses comptes de campagne invalidés pour avoir utilisé illégalement les services de la mairie de Vitrolles pendant sa campagne et son parti va connaître de graves difficultés. Bruno Mégret comparaît en septembre 2006 aux côtés de son épouse devant le tribunal correctionnel de Marseille. En effet, Catherine Mégret avait effectué, en qualité de maire de Vitrolles, « quatre envois de courriers entre novembre 2000 et décembre 2001 » à des collègues maires de France pour solliciter le parrainage de la candidature de son époux à l'élection présidentielle de 2002. Selon Bruno Mégret, le financement de cet envoi a été pris en charge par erreur par la mairie et spontanément remboursé par lui. Les juges ont considéré que cet envoi était « sans rapport avec les intérêts des contribuables de la commune » et ont donc condamné Bruno Mégret en première instance et en appel à un an d'inéligibilité pour complicité de détournement de fonds publics.
Un nouvel ouvrage de Bruno Mégret est publié à l'automne 2006 sous le titre L'Autre Scénario. Affirmant que la construction européenne actuelle n'apporte rien aux Européens, sinon, d'après lui, un surcroît de réglementations tatillonnes et stériles, il prône une Europe puissante qui placerait les peuples européens au premier rang dans la compétition mondiale et dans laquelle la France pourrait jouer un rôle majeur.
Le 20 décembre 2006, Mégret annonce qu'il ne se présentera pas à la présidentielle 2007, mais soutiendra Jean-Marie Le Pen, lors d'une conférence de presse commune avec celui-ci. Ce soutien s'inscrit dans le cadre de l'Union patriotique proposée par le président du Front national.
Au premier tour des élections législatives de 2007, Bruno Mégret obtient 2,03 % des voix dans la douzième circonscription des Bouches-du-Rhône. Le MNR fait un score très faible au niveau national et ne franchit pas le seuil permettant d'accéder au financement public des partis. Le MNR n'a plus d'élus nationaux. Il possède toutefois encore des conseillers municipaux.
Le 23 mai 2008, Bruno Mégret se met « en réserve » de la vie politique, et part travailler en Australie pendant les deux années suivantes, pour le compte du groupe Bouygues. Durant ces deux ans à l'étranger, Bruno Mégret continue de donner son avis sur l'évolution du MNR, tout en laissant la place à une direction collégiale.

## En retrait de la vie politique
En 2010, il est de retour en France, en tant que chargé de mission au Conseil général de l'environnement et du développement durable (CGEDD), et affirme qu'il souhaite à nouveau revenir sur le devant de la scène politique,.
Lors de la campagne présidentielle de 2017, le MNR appelle à voter pour François Fillon au premier tour, considérant que Marine Le Pen est déjà « assurée d’être qualifiée pour le second tour » et qu'il convient d'« écarter du second tour » Emmanuel Macron et Jean-Luc Mélenchon.
À partir de 2018, il anime le laboratoire d'idées (Think tank) la « Ligne droite ».
En janvier 2022, il annonce qu'il apporte son soutien à la candidature d’Éric Zemmour en vue de l'élection présidentielle pour faire gagner « la vraie droite ».

## Détail des mandats et fonctions
- 2 avril 1986 – 14 mai 1988 : député de l'Isère
- 25 juillet 1989 – 19 juillet 1999 : député européen
- 22 mars 1992 – 2002 : conseiller régional de Provence-Alpes-Côte d'Azur
- 18 mars 2001 – 16 mars 2008 : conseiller municipal de Marseille

## Ouvrages
- Demain, le chêne : pour la France contre le socialisme : le projet des Comités d'action républicaine, Paris, Albatros, 1982, 186 p. (BNF 34720248)
- Sous sa dir., avec Jean-Claude Apremont, Jean Hohbarr, Didier Lefranc et Jean-Claude Jacquart (préf. Julien Freund), L'Impératif du renouveau : les enjeux de demain, Paris, Albatros, 1986, 191 p. (BNF 34902092)
- La Flamme : les voies de la renaissance, Paris, Robert Laffont, coll. « Essais », 1990, 313 p. (ISBN 2-221-06673-1, BNF 35350466)
- Sous sa dir., avec Damien Bariller et Jean-François Jalkh, Militer au Front : cycle du militant, Paris, Éditions nationales, 1991, 158 p. (BNF 3614975)
- La Provence est belle, protégeons-la ! : le programme de Bruno Mégret et ses colistiers : élections régionales, 21 mars 1992, Marseille, Front national Provence, 1992, 99 p. (BNF 35617657)
- L'Alternative nationale : les priorités du Front national, Saint-Cloud, Éditions nationales, coll. « Idées en poche », 1996, 264 p. (ISBN 2-909178-29-3, BNF 36183103)
- La Troisième Voie : pour un nouvel ordre économique et social, Paris, Éditions nationales, 1997, 375 p. (ISBN 978-2-909178-45-5)
- La Nouvelle Europe : pour la France et l'Europe des nations, Paris, Éditions nationales, 1998, 296 p.
- Avec Christophe Dungelhoeff, Le Chagrin et l'Espérance : entretien avec Christophe Dungelhoeff, Paris, Cité liberté (chez l'auteur), 1999, 241 p. (BNF 39177109)
- Dir. avec Yves Dupont, Pour que vive la France : programme du MNR, Paris, Cité liberté, 2000, 184 p. (BNF 39177113)
- La France à l'endroit : mon projet pour remettre de l'ordre en France, Paris, Cité liberté, 2002, 160 p.
- « Zadig » (pseud.)[note 16], Le TGV à vapeur : quand il y a urgence à réformer la droite, Longueuil-Paris, Vox populi, 2003, 130 p. (ISBN 2-9520946-0-8, BNF 39093853)
- L'Autre Scénario pour la France et l'Europe, Paris, Cité liberté, 2006, 224 p. (ISBN 978-2-914160-00-1, BNF 40228849)
- Le Temps du phénix : récit d'anticipation, Noisy-le-Grand, Cité liberté, 2016, 320 p. (présentation en ligne)
- Salus Populi : récit d'anticipation, Altera, 2024, 256 p. (ISBN 978-2490465019)